# Acta Mediaevalia
Acta Mediaevalia – czasopismo naukowe wydawane w Lublinie od 1973 do 2014. Pierwszym wydawcą był funkcjonujący na Katolickim Uniwersytecie Lubelskim Międzywydziałowy Zakład Historii Kultury w Średniowieczu. W latach 2006–2010, po zmianie nazwy placówki, wydawane było przez Instytut Historii Kultury w Średniowieczu. Po kolejnej zmianie nazwy, w latach 2011–2014 wydawcą był Ośrodek Historii Kultury w Średniowieczu. Pismo było poświęcone dziejom filozofii średniowiecznej. Od tomu 23 (2011) redaktor naczelną była Wanda Bajor. Ukazało się 25 tomów czasopisma.
Czasopismo zostało wznowione w 2023 r. pod nowym tytułem: Acta Mediaevalia. Series Nova. ISSN: 3071-7523 (Print), 3071-7981 (Online). Aktualna strona internetowa to: https://czasopisma.kul.pl/amsn Obecnie wydawcą czasopisma jest afiliowane przy Katolickim Uniwersytecie Lubelskim Jana Pawła II Centrum Studiów Mediewistycznych Czasopismo ukazuje się w cyklu rocznym, pierwszy numer ukazał się w grudniu 2024 r. 